# Norialsus astigmaticalis
Norialsus astigmaticalis är en insektsart som beskrevs av Van Stalle 1986. Norialsus astigmaticalis ingår i släktet Norialsus och familjen kilstritar. Inga underarter finns listade i Catalogue of Life.